# 奧座敷
奧座敷（日语：／ Okuzashiki */?），是一種日本的住宅文化歷史中，為了區別作為接應和借住客人的「表座敷」，稱呼家族起居房間的方式。「奧」在日文為深處或是裡面之意。現今從原先家室的意思轉變成為郊區或是山區的觀光地點或是溫泉街，也就是相對於都市城郊區域以外，較為深處的地點之意。
奧座敷的稱呼大多以鄰近的都市名稱，或是所在的都道府縣名稱稱呼為「○○的奧座敷」。此外有些時候也會以所在地區或是都市圈作為名稱，如「京阪神的奧座敷」或是「關西的奧座敷」等，即是以此命名。也有些地區雖沒有溫泉，但因交通易達性高，「即使距離很遠也有大量遊客」而也被稱為「奧座敷」，但仍以溫泉街較普遍被稱為一地之奧座敷。

## 日本的奥座敷溫泉區
- 札幌市的奧座敷：定山溪溫泉
- 北見市的奧座敷：溫根湯溫泉
- 帶廣市的奧座敷：十勝川溫泉
- 登別市的奧座敷：KARURUSU溫泉
- 函館市的奧座敷：湯之川溫泉
- 青森市的奧座敷：淺虫溫泉
- 弘前市的奧座敷：嶽溫泉、大鰐溫泉
- 盛岡市的奧座敷：鶯宿溫泉、繋溫泉
- 仙台市的奧座敷：作並溫泉、秋保溫泉
- 山形市的奧座敷：天童溫泉、藏王溫泉、上山溫泉
- 庄內地方的奧座敷：湯野浜溫泉、湯田川溫泉
- 米澤市的奧座敷：小野川溫泉
- 新潟的奧座敷：月岡溫泉、瀬波溫泉、岩室溫泉
- 福島的奧座敷：飯坂溫泉、土湯溫泉
- 郡山的奧座敷：磐梯熱海溫泉
- 會津的奧座敷：東山溫泉
- 磐城市的奧座敷：磐城湯本溫泉
- 日光的奧座敷：奧日光湯元溫泉
- 東京首都圏的奧座敷：熱海溫泉、伊東溫泉、草津溫泉、箱根溫泉、鬼怒川溫泉、塩原溫泉、伊香保溫泉、鴨川溫泉
- 甲府市的奧座敷：湯村溫泉、石和溫泉
- 金澤市的奧座敷：湯湧溫泉
- 長野市的奧座敷：野澤溫泉、澀溫泉
- 松本市的奧座敷：淺間溫泉、美之原溫泉[1]
- 上田市的奧座敷：別所溫泉、鹿教湯溫泉
- 安曇野的奧座敷：中房溫泉
- 名古屋中京圏的奧座敷：下呂溫泉
- 飛驒市的奧座敷：平湯溫泉
- 関西的奧座敷：山代溫泉、蘆原溫泉、湯之山溫泉、城崎溫泉
- 京都市的奧座敷：鞍馬、貴船[2]
- 神戶市的奧座敷：有馬溫泉
- 廣島市的奧座敷：湯來溫泉、旭溫泉
- 米子市的奧座敷：皆生溫泉
- 松江市的奧座敷：玉造溫泉、松江宍道湖溫泉
- 山口市的奧座敷：湯田溫泉
- 下關市的奧座敷：川棚溫泉
- 松山市的奧座敷：奧道後溫泉
- 福岡市的奧座敷：西中洲、二日市溫泉
- 佐賀市的奧座敷：古湯溫泉
- 熊本市的奧座敷：杖立溫泉、黑川溫泉
- 別府市的奧座敷：由布院溫泉
- 宮崎市的奧座敷：青島溫泉
- 鹿兒島市的奧座敷：日當山溫泉、市比野溫泉

## 資料來源
1. ↑  . 日本經濟新聞. 2019-11-21  [2021-06-13]. （原始内容存档于2021-06-13） （日语）.
2. ↑  . ニコニコニュース. 2020-01-26  [2021-06-13]. （原始内容存档于2021-06-13） （日语）.